# Peltocalathos
Peltocalathos es un género con una especie de plantas fanerógamas perteneciente a la familia Ranunculaceae. 

## Especies seleccionadas
- Peltocalathos baurii (MacOwan) M.Tamura

- Datos: Q6071112
- Especies: Peltocalathos